# パコパコ☆イカnight
パコパコ☆イカnight（パコパコイカナイト）は、2009年10月9日に地上波AMラジオ局の文化放送で放送開始したラジオ番組。2010年9月3日には、デジタルメディアマートが運営する通販サイト「DMM.com」よりインターネットテレビ番組としての配信も開始した。通称：パコイカ。

## 歴史・概要

### カンニング竹山 with S1ガールズ パコパコ☆イカnight
お笑いタレントのカンニング竹山と、S1 No.1 STYLE（アウトビジョングループのAVレーベル）専属AV女優によるユニット「S1ガールズ」のみひろと佳山三花をパーソナリティにすえたお色気番組として開始。
当初は、『カンニング竹山 with S1ガールズ パコパコ☆イカnight』（カンニングたけやま ウィズ エスワンガールズ パコパコイカナイト）のタイトルで、2010年10月1日まで毎週金曜日26:30 - 27:00（日付上土曜日2:00 - 3:00）に文化放送で放送していた。
アウトビジョングループの単独提供番組（ただし「S1 No.1 STYLE」名義。CMは、「DMM.com」のもののみ流れた）。
番組開始当初から過激な発言が多く、放送倫理番組向上機構（BPO）から度重なる是正勧告を受けた結果、2010年4月からソフト路線への変更を余儀なくされた。
2010年9月3日から、上記通販サイトでインターネットで音声および動画配信が開始された（文化放送8月放送分より順次）。音声のみ無料で、動画が105円（税込）で配信される。

### パコパコ☆イカnight 2
2010年10月1日放送をもって地上波では終了したが、12月15日より上記サイトへの音声・動画配信という形で『パコパコ☆イカnight 2』（パコパコイカナイト ツー）へリニューアル・再開。竹山は降板し、後輩芸人で運転手のラブシングル中田（元ラブカップルの中田喜之）、S1専属AV女優の麻美ゆまをそれぞれ追加し、4人となる。制作は引き続き文化放送が担当し、メールアドレスも引き続き文化放送サーバーのものを使用（ただし、文化放送ホームページ内に設けられたブログは、同年中に削除された）。2011年5月30日の第6回まで不定期で新作を配信していた。

### パコパコ☆イカnight 3
2011年12月29日より、『パコパコ☆イカnight 3』（パコパコイカナイト スリー）を配信開始。春に引退した佳山三花が降板し、レギュラーは3人となる。

## 出演者
- カンニング竹山（地上波時代）
- ラブシングル中田（中田喜之。元ラブカップルメンバー。『パコパコ☆イカnight 2』より出演）
- みひろ（地上波時代はS1ガールズの一人として出演。2010年6月でAV女優を引退したが、S1ガールズとして出演を続けている）
- 佳山三花（地上波時代はS1ガールズの一人として出演。『パコパコ☆イカnight 2』まで出演。引退に伴い降板）
- 麻美ゆま（『パコパコ☆イカnight 2』より出演）

### ゲスト
同じくS1専属のAV女優がゲスト出演する場合がある。
『カンニング竹山』時代
- 吉沢明歩
- かすみ果穂
- 蒼井そら
- 麻美ゆま
- 瑠川リナ

『3』時代
- 辰巳ゆい（初回ゲスト）
- 香西咲（第2回ゲスト）

## コーナー
- パコイカ大人の相談室
- 為になるパコイカ講座
- パコイカギリギリメール

過去のコーナー
- S1杯争奪みひろ・三花のMMレボミューション（『カンニング竹山』時代）
面白さ・エロ度で審査する

## テーマ音楽
- NIGHT OF FIRE…OP
- バナナ・マンゴー・ハイスクール（恵比寿マスカッツ）…ED